# Aeaea (fictief eiland)
Aeaea (ook: Aiaia, Aia) (Grieks: Αἰαία of Αἶα) is een mythisch eiland in het Middellandse Zeegebied waar (volgens het verhaal) de tovenares Circe woonde, die argeloze voorbijgangers (meestal matrozen) in varkens veranderde.

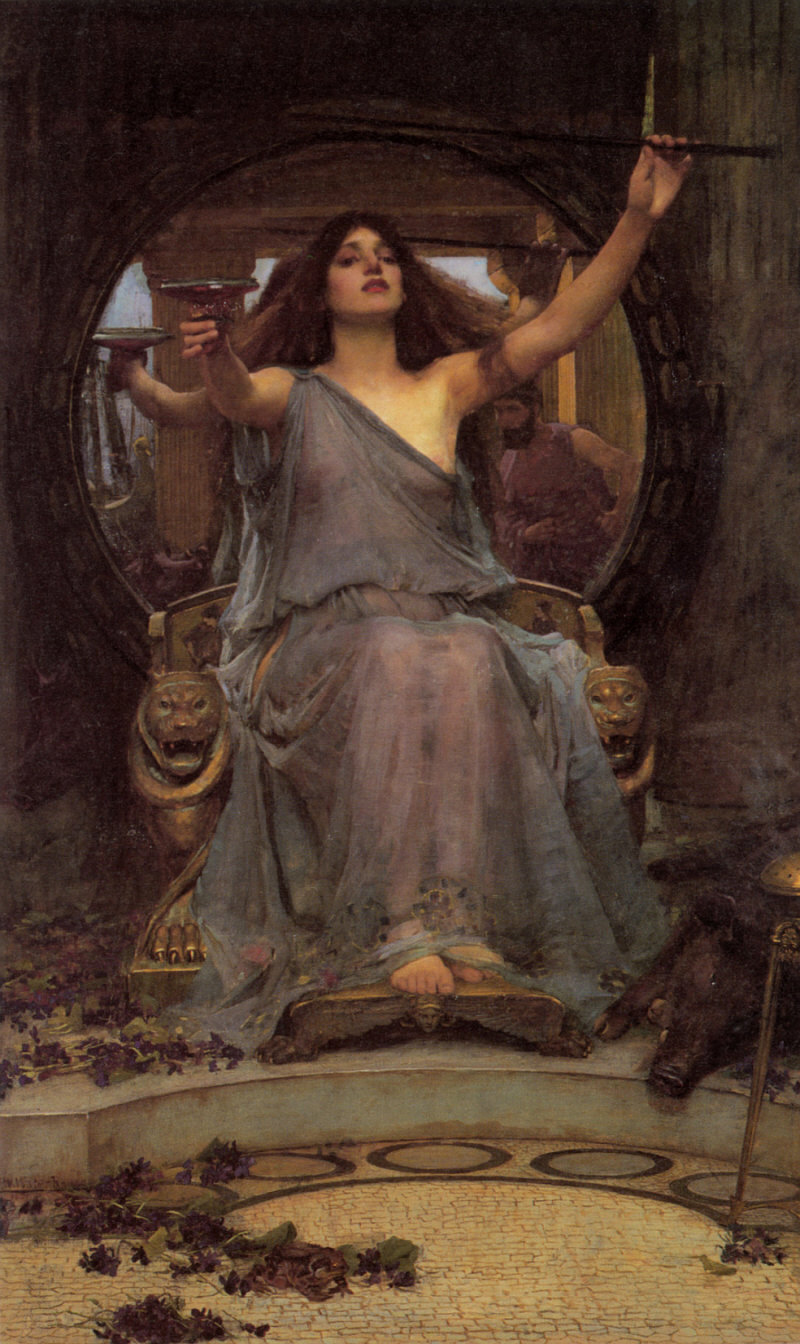
Circe biedt Odysseus de beker aan
John William Waterhouse (1891)

## Locatie

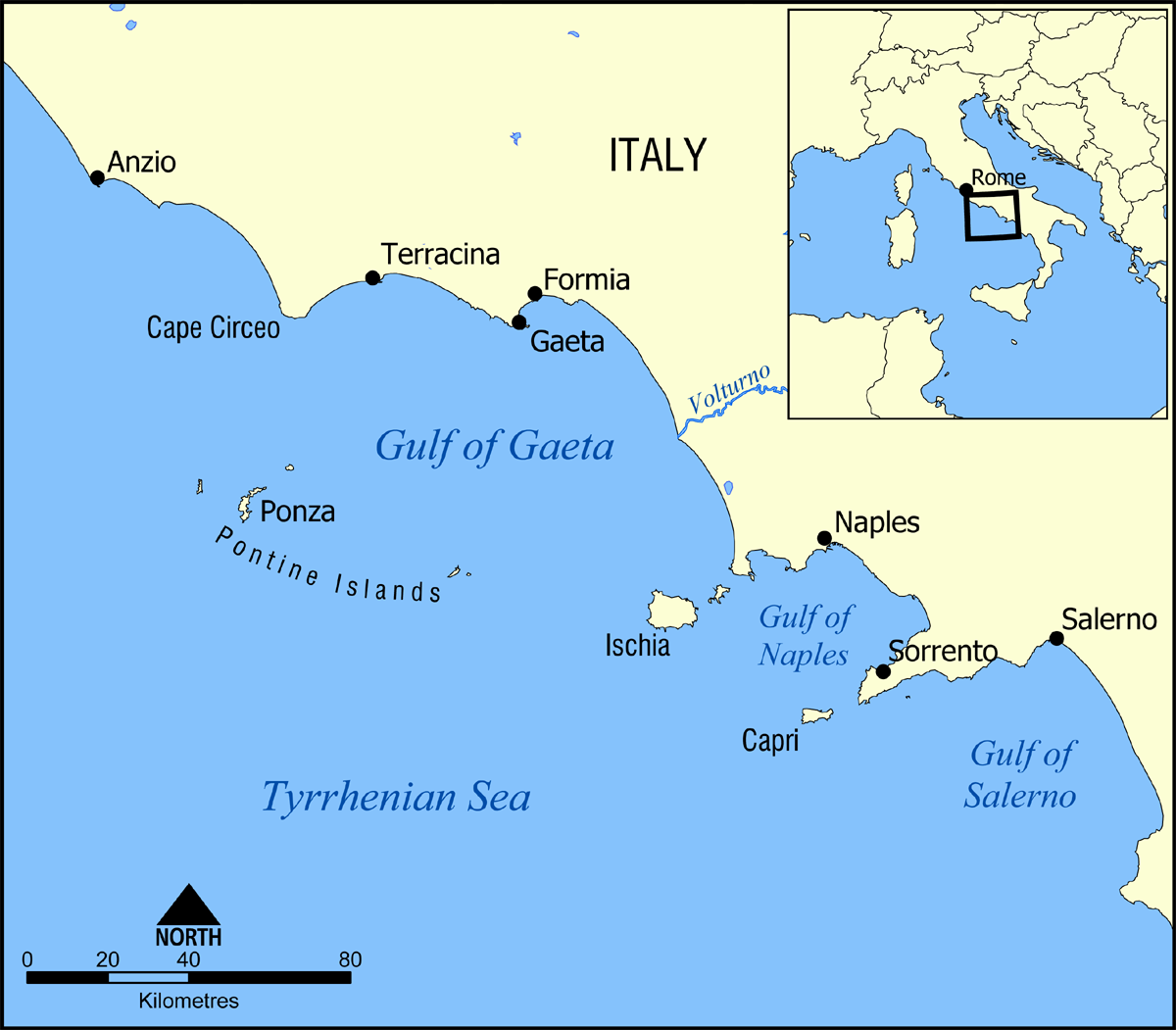
Golf van Gaeta en de Kaap Circeo

Hoewel de Odyssee meer een mythisch verhaal is dan letterlijk te interpreteren, werd Aeaea door Romeinse klassieke schrijvers geïdentificeerd met de berg Circeo op de kaap Circeo, ongeveer 100 km ten zuiden van Rome. De kaap kan het uitzicht van eiland gehad hebben, wegens de moerassen en de zee rond zijn basis. Maar het is in feite een klein schiereiland. Dionysius van Halicarnassus beschreef dat het in zijn tijd reeds een schiereiland was. Maar het kon nog een eiland geweest zijn in de tijd van Homeros met een lange zandstrook dat geleidelijk aansloot op het vasteland.
Archeologen hebben er een grot geïdentificeerd als de "Grotta della Maga Circe" (de grot van de tovenares Circe). Een tweede, soortgelijke grot werd gevonden op het nabije eiland Ponza. Men neemt aan dat Circe haar zomerverblijf had op de berg Circeo en haar winterverblijf op het eiland Ponza. Dit eiland zou dan ook aanspraak kunnen maken op de locatie van het eiland Aeaea.

## Andere mogelijke locaties
- Robert Graves (The Greek Myths) identificeert het eiland Lošinj, nabij het schiereiland Istrië in het noorden van de Adriatische Zee, als Aeaea.
- Tim Severin (The Ulyssess Voyage) identificeert het eiland Paxos in de Ionische Zee nabij de Griekse kust als Aeaea.
- Iman Wilkens (Waar eens Troje lag) identificeert het eiland Schouwen als Aeaea.